# Den Tir

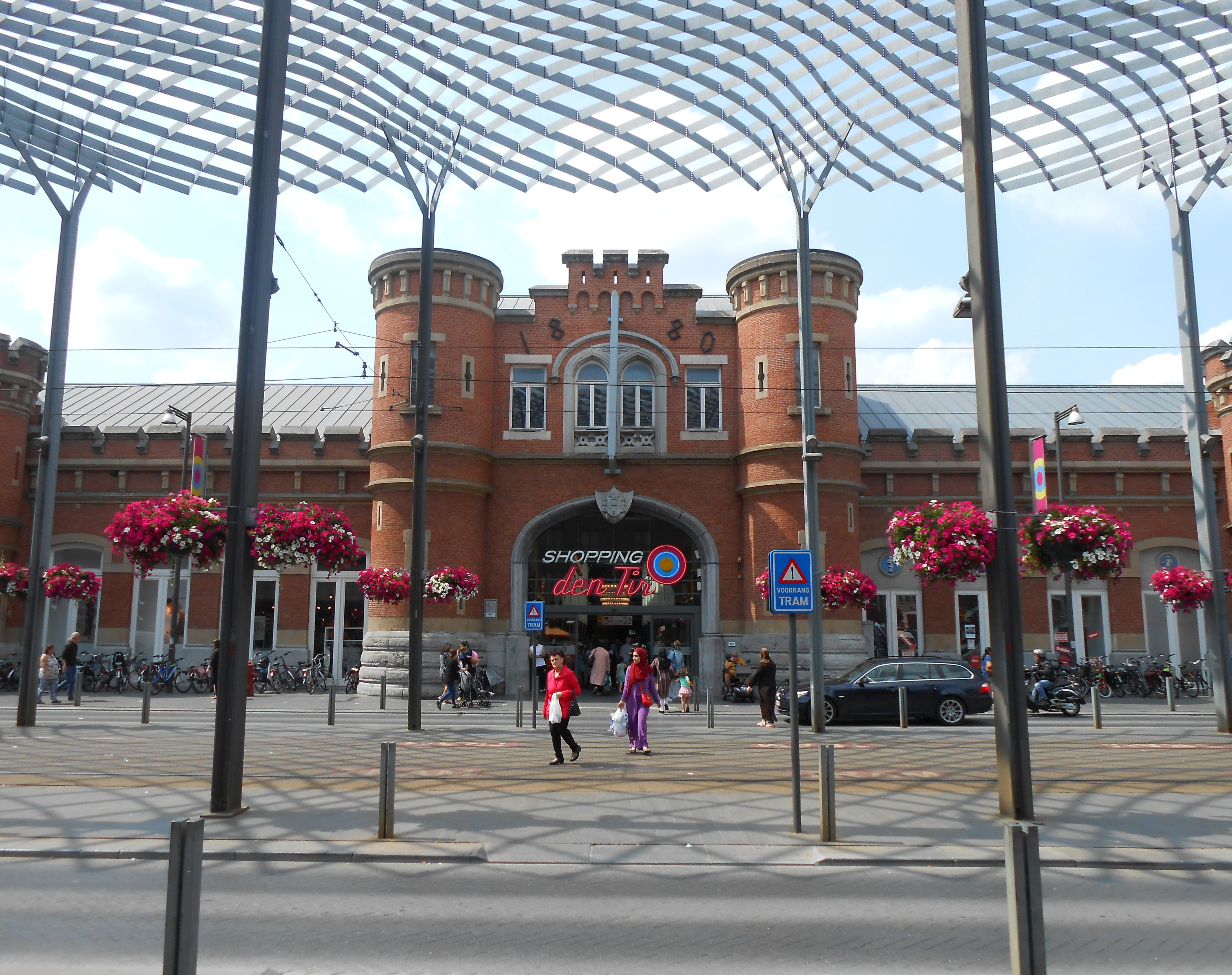
Den Tir, Haupteingang

Den Tir ist ein Gebäude in der belgischen Stadt Antwerpen im Stadtteil Kiel.

## Geschichte
Das Gebäude wurde 1875 nach einem Entwurf von Gustav Royers als erbaut und am 13. August 1881 mit einem Schützenfest eröffnet. Es diente bis zum Ersten Weltkrieg als Schießstand der Burgerwacht. Im Rahmen der Olympischen Sommerspiele 1920 war der Schießstand Austragungsort der Schießwettkämpfe des Modernen Fünfkampfs. Später wurde das Gebäude als städtische Bibliothek und Berufsschule genutzt. 1999 wurden das Gebäude und das Grundstück an einen Projektentwickler verkauft. Seit 2006 ist Den Tir ein Einkaufszentrum.